# Relationenschema
Ein Relationenschema bezeichnet eine Menge von Attributen. Sind {\displaystyle A_{1},\dotsc ,A_{n}} Attribute, so ist {\displaystyle R=(A_{1},\dotsc ,A_{n})} ein Relationenschema.
Eine Relation {\displaystyle r(R)} ist eine Relation mit dem Relationenschema {\displaystyle R}, d. h.
{\displaystyle r(R)=r(A_{1},\dotsc ,A_{n})} enthält Tupel (Zeilen), die dem Relationenschema {\displaystyle R} entsprechen.
Dies ist die mathematische Repräsentation von modellierten Daten in einer relationalen Datenbank. 

## Beispiel
Man stelle sich z. B. eine Kundendatenbank vor, in der Kundendaten in einer Tabelle gespeichert werden.
Das Relationenschema für diese Kundenrelation könnte z. B. die folgende Form haben:
{\displaystyle {\text{Kundenschema}}=({\text{Kundennummer}},{\text{Name}},{\text{Telefonnummer}})}
Die Relation {\displaystyle {\text{Kunde}}} mit Relationenschema {\displaystyle {\text{Kundenschema}}}, also {\displaystyle {\text{Kunde}}({\text{Kundenschema}})={\text{Kunde}}({\text{Kundennummer}},{\text{Name}},{\text{Telefon}})}, könnte dann Tupel der Form {\displaystyle (1234,{\text{Mustermann}},100\,11112)} enthalten.